# Waci
Waci (auch: Ouatchi, Gbe, Waci, Waci-Gbe, Wachi, Watyi) ist die Sprache der Watchi.
Die Watchi leben vorwiegend in Benin und Togo. Waci gehört zu den Kwa-Sprachen.
Insgesamt wird die Zahl der Sprecher des Waci auf ca. 475.500 geschätzt. Im Benin sprechen Waci ca. 110.000 (1991), in Togo ca. 365.500 Menschen.
In Togo leben die Waci-Sprecher vorwiegend in den Orten Vogan, Tabligbo und Attitigon. Im Benin leben sie vorwiegend in der Province Mono.